# Tajik Air
Tayik Air fue la aerolínea de bandera de Tayikistán, teniendo como sede principal el Aeropuerto de Dusambé. Fundada el 3 de septiembre de 1924, hasta su cese en 2019, fue una de las aerolíneas más antiguas del mundo en operaciones.

## Historia
El primer vuelo de la aerolínea fue de Bujará a Dushanbe el 3 de septiembre de 1924 por un avión Junkers F.13, iniciando el desarrollo de la aviación civil en Tayikistán. El primer avión apareció en la capital dos años antes que el automóvil y cinco años antes que el tren. Se creó el complejo del aeródromo de Stalinabad y se inició la operación de nuevas rutas sobre las cordilleras del Pamir. En 1930, se construyó un aeropuerto de primera clase en Dushanbe. Un año más tarde, se construyeron aeropuertos en Kulyab, Garm, Panj y Dangara, donde se operaban vuelos regulares desde Dushanbe. La aviación de Tayikistán se desarrolló rápidamente a medida que se expandía la flota aérea. El transporte aéreo se convirtió en una rama esencial de la economía nacional del país. La aviación tayika proporcionó conexiones regulares entre la capital y los asentamientos de las tierras altas en los valles de difícil acceso de Vanch, Rushan, Shugnan, Bartang, Yagnob y otros, lo que redujo el tiempo de viaje de los pasajeros de las regiones montañosas del Pamir, Karategin, florecientes valles de Vakhsh, Hissar por decenas o cientos de veces. En marzo de 1937, se formó el Departamento Territorial de la Flota Aérea Civil de Tayikistán.
En 1945, el Departamento de Flota Aérea Civil de Tayikistán (TU GVF) recibió nuevos aviones Lisunov Li-2 y Junkers Ju 52 . El primer vuelo de la tripulación del avión Li-2 se realizó en la ruta Stalinabad - Moscú. En las décadas de 1950 y 1960, la aviación en Tayikistán era uno de los sectores más desarrollados de la economía nacional de la República. A partir de 1951, los Antonov An-2 se utilizaron en la flota del Departamento de Flota Aérea Civil de Tayikistán y en 1954 se introdujeron los Ilyushin Il-12 con los que se realizó el primer vuelo en la ruta Stalinabad - Sochi. Entre 1956 y 1964, los aviones Ilyushin Il-14, Ilyushin Il-18 y Antonov An-6 (versión de gran altitud del An-2) se unieron a la flota, así como los helicópteros Mil Mi-4.
Los aviadores de Tayikistán siempre estuvieron a la vanguardia del desarrollo del potencial socioeconómico del país. Por primera vez en 1959, BM Vorobiev aterrizó un avión (un An-6) en el hielo del lago Sarez. En 1960, el primer vuelo en la ruta Stalinabad - Moscú fue operado por un Ilyushin Il-18. La estructura de TU GVF se amplió y desarrolló.
En 1959, se fundó la empresa de aviación de Leninabad y, en un año, se estableció el aeropuerto de Kulyab. El 3 de marzo de 1960 se puso en funcionamiento la terminal de pasajeros y la pista. Se abrió la ruta Stalinabad - Frunze - Alma-Ata - Novosibirsk. En las décadas de 1970 y 1980, los pilotos y navegantes de la Autoridad de Aviación Civil de Tayikistán dominaron aviones como el Tupolev Tu-154, Yakovlev Yak-40, Antonov An-26 y Antonov An-28. En 1979, el primer vuelo a Afganistán fue operado por un avión Il-18 en una misión humanitaria. En 1984 se introdujo el sistema de reserva automática "Sirena" para reservar asientos en las aerolíneas nacionales. En 4 años, la Autoridad de Aviación Civil de Tayikistán cambió a las nuevas condiciones de gestión y planificación.
A juzgar por la eficiencia de la utilización de los aviones Yak-40 y An-28, la Autoridad de Aviación Civil de Tayikistán ganó el primer lugar en la Flota Aérea de la URSS. En el período 1990-1991, la flota de aviones y helicópteros de la empresa de aviación se amplió con los aviones Ilyushin Il-76 y Tupolev Tu-154M; y helicópteros Mil Mi-8. Se construyó el primer transpondedor "Zardak" de Asia Central y se abrió el servicio aéreo en la ruta Dushanbe-Ürümqi.
El 14 de enero de 2019, Tajik Air suspendió todas sus operaciones

## Destinos cancelados  en 2019
- Irán
  - Teherán - Aeropuerto Internacional Imán Jomeini (Cancelado)
- Kazajistán
  - Almaty - Aeropuerto Internacional de Almatý (Cancelado)
- Kirguistán
  - Biskek - Aeropuerto Internacional de Manas (Cancelado)
- Rusia
  - Moscú - Aeropuerto Internacional de Moscú-Domodédovo (Cancelado)
  - Novosibirsk - Aerpuorto Tolmachevo
  - Irkutsk - Aeropuerto Internacional de Irkutsk (Cancelado)
  - Samara - Aeropuerto Internacional de Samara-Kurúmoch (Cancelado)
  - Saint Petersburg - Aeropuerto de Púlkovo (Cancelado)
  - Surgut - Aerpuorto de Surgut (Cancelado)
  - Yekaterinburg - Aerpuorto Koltsovo (Cesado)
  - Nizhny Novgorod - Aerpuorto de Nizhny Novgorod-Strigino (Cancelado)
  - Sochi - Aeropuerto Internacional de Sochi (Cancelado)
- Tayikistán
  - Dusambé - Aeropuerto de Dusambé Hub (no hay vuelos de Tajick Air en el Hub debido al cese de operaciones en enero de 2019)
  - Jorog - Aeropuerto de Jorog (Cancelado)
  - Khujand - Aeropuerto de Khudzhand
  - Kurgan - Aeropuerto Internacional Qurghonteppa (Cancelado)
- Emiratos Árabes Unidos
  - Sharjah - Aeropuerto Internacional de Sharjah(Cancelado)

## Flota
A octubre de 2022 la flota de Tajik Air incluye las siguientes aeronaves:
| Aircraft             | En Servicio 1 | Pedidos 0 | Matrícula                                          | Notas                                              |                                                    | 1                                                  | 0                                                  |  |  |  |  |  |
| Boeing 737-300       | 9             | 0         |                                                    |                                                    |                                                    |                                                    |                                                    |  |  |  |  |  |
| Boeing 757-200       | 4             | 0         |                                                    |                                                    |                                                    |                                                    |                                                    |  |  |  |  |  |
| Boeing 747SP         | 1             | 0         |                                                    |                                                    |                                                    |                                                    |                                                    |  |  |  |  |  |
| Boeing 767-300ER     | 1             | 0         |                                                    |                                                    |                                                    |                                                    |                                                    |  |  |  |  |  |
| Bombardier CRJ-200ER | 1             | 0         |                                                    |                                                    |                                                    |                                                    |                                                    |  |  |  |  |  |
| Total                | 16            | 0         | La flota cuenta con una edad promedio de 28,9 años | La flota cuenta con una edad promedio de 28,9 años | La flota cuenta con una edad promedio de 28,9 años | La flota cuenta con una edad promedio de 28,9 años | La flota cuenta con una edad promedio de 28,9 años |  |  |  |  |  |

## Flota Histórica
- Antonov An-24
- Antonov An-26
- Boeing 737-200
- Boeing 737-300
- Boeing 737-400
- Boeing 737-500
- Boeing 737-800
- Boeing 747SP
- Boeing 767-300
- Bombardier CRJ200
- Junkers F.13
- Junkers Ju 52
- Lisunov Li-2
- Mil Mi-8
- Tupolev Tu-134A
- Tupolev Tu-154B
- Tupolev Tu-154M
- Xian MA60
- Yakovlev Yak-40

## Incidentes y accidentes
El 17 de junio de 1993, un Antonov An-26 se estrelló durante el vuelo de Batumi, Georgia a Bakú, Azerbaiyán después de entrar en turbulencia. Las 33 personas a bordo murieron.
El 28 de agosto de 1993, un Yakovlev Yak-40 se estrelló durante el despegue en Khorugh mientras volaba a Dushanbe .Los 5 miembros de la tripulación y 77 de los 81 pasajeros murieron. La aeronave estaba configurada para transportar a 28 pasajeros, pero estaba severamente sobrecargada. La tripulación se había visto obligada a despegar por hombres armados.
El 15 de diciembre de 1997, el vuelo 3183 de Tajikistan Airlines, un Tupolev Tu-154B se estrelló en Sharjah, en los Emiratos Árabes Unidos, debido a que la aproximación de aterrizaje era demasiado baja. De las 86 personas a bordo, solo una sobrevivió, Sergei Petrov.